# Parmalat
Parmalat er en italiensk levnedsmiddelskoncern og en af Europas største mejerivirksomheder. Koncernen gik konkurs i 2003, men købtes 2011 af Lactalis og dennes ejerfamilie, Besnier. Virksomhedens aktier er noteret ved Borsa Italiana.
Parmalat grundlagdes af Calisto Tanzi (født 1938) i Parma som et lille mejeri i 1961. Virksomheden blev hurtigt ekspanderet til de større byer Genova, Rom og Firenze. En stor del af fremgangen skyldtes at det var det første mejeri i Italien som brugte Tetra Pak-pakninger i stedet for glasflasker. I 1968 tog virksomheden navnet Parmalat, og i 1973 børsnoteredes virksomheden. Virksomheden voksede til at blive et internationalt storfortagende med fremstilling af supper og brød foruden mejeriprodukter.
Parmalat var i mange år storsponsor for Parma FC.